# Aleksandr Tsjigirinski
Aleksandr Pavlovitsj Tsjigirinski (Russisch: Александр Павлович Чигиринский) (1 januari 1963) is een Russische 'oligarch' (zakenmiljardair). Op een lijst van Russische miljardairs nam hij in 2009 de 375e plaats in met een kapitaal van 2 miljard roebel (ca. 70 miljoen dollar). Hij is actief in vastgoed in onder meer Duitsland, in eerste instantie met zijn broer Sjalva Tsjigirinski maar hij heeft nu vooral een directe connectie met zijn neef Olaf Donkinski.

## Vitesse
Na de overname op 16 augustus 2010 van de Arnhemse voetbalclub SBV Vitesse door de Georgische ondernemer Merab Zjordania werd Tsjigirinski reeds in verband gebracht met Vitesse. In een interview verklaarde Zjordania dat Tsjigirinski hem zo nodig financieel bijstaat bij het Project 2013, waarbij het doel is om binnen drie jaar mee te spelen om het landskampioenschap. Voor dit project wordt niet alleen in het eerste elftal geïnvesteerd, maar ook in de trainingsaccommodatie en de organisatie van de club.
Op 22 oktober 2013 maakte Vitesse bekend dat Tsjigirinski officieel de eigenaar wordt van de club. De reden van het vertrek was het financiële wanbeleid onder Zjordania. Vitesse stond een moeilijke periode te wachten en moest weer positieve cijfers schrijven. Na het financiële wanbeleid onder Zjordania dreigde opnieuw even een sportieve teruggang van de club. Maar het meerjarenplan van de clubleiding die daarna gelegd was en tot succes geleid heeft, bleek stevig genoeg om deze klap op te vangen. Er werd sportief een klein stapje teruggedaan en Vitesse zou niet meer structureel mee kunnen strijden om de landstitel, maar als stabiele subtopper. Op 25 mei 2018 deed Tsjigirinski de aandelen van Vitesse over aan de Russische ondernemer Valeriy Oyf, die al deel uitmaakte van de Raad van Commissarissen.
Onder Tsjigirinski won Vitesse in 2017 voor het eerst in het 125-jarig bestaan de KNVB Beker. Daarnaast speelde de club diverse keren Europees voetbal.

## Loopbaan
Na een voltooide artsenopleiding in Moskou werd Tjsigirinski actief op het gebied van olie en vastgoed. In Duitsland nam Aleksandr Tsjigirinski in 1989 deel aan het bedrijf ST Group van zijn broer Sjalva. Dit bedrijf heeft een aantal grote bouwprojecten in Moskou op zijn naam staan, waaronder het luxe appartementencomplex Park House en de zakencentra Alexander House en Baltschug Plaza.
In 2004 kregen de broers Tsjigirinski ruzie over hun olieactiviteiten en gingen zij zakelijk uiteen. Sjalva was, na een conflict rond oliebedrijf Sibneft-Yugra, het beheer over een aantal oliebronnen kwijtgeraakt. Bij de verdeling van de bezittingen onder de broers viel ST Group aan Aleksandr toe. Daarmee kreeg Aleksandr de bouwsuccessen van zijn oudere broer op zijn naam.
Onder leiding van Aleksandr volgde in Moskou nog een aantal bouwprojecten, waaronder woon-zakencentrum Di Fronte de la Casa, in samenwerking met onder meer de Swiss Realty Group van Ilja Sjersjnjov, en het 48 verdiepingen tellende zakencentrum City Palace, dat in 2013 afgebouwd moet zijn op de plek van het voormalige Huwelijkspaleis in Moskou.
In 2008 herdoopte Aleksandr Tsjigirinski zijn bedrijf ST Group in Snegiri Development, onder meer om zich verder te distantiëren van het bedrijf ST Development van zijn broer Sjalva. Snegiri is projectmatig betrokken bij 1,5 miljoen vierkante kilometer aan woon- en zakencomplexen in Rusland en Oekraïne. Financiële gegevens worden niet gepubliceerd.